# Bilisten
Bilisten i Sverige AB är ett svenskt bensinstationsföretag med 240 stationer. Företaget grundades 1980 av Shell och har idag framför allt bensinstationer på mindre orter. Det övertogs senare av Scandinavian Trading Company inom Volvokoncernen. Volvo skapade senare det egna märket Tanka och företaget såldes 1999 till riskkapitalbolaget MVI. År 2008 köptes det av Qstar Försäljnings AB.
Qstar köpte Bilisten 2008 och har sedan dess skyltat om bilistenstationer till Qstar. Idag[sedan när?] återstår 28 bilistenstationer ägda av Qstar. Av dessa är 12 bemannade. I tillägg finns också sex bilistenstationer som är ägda av tillhörande verksamheter runtom i landet.

## Bilder

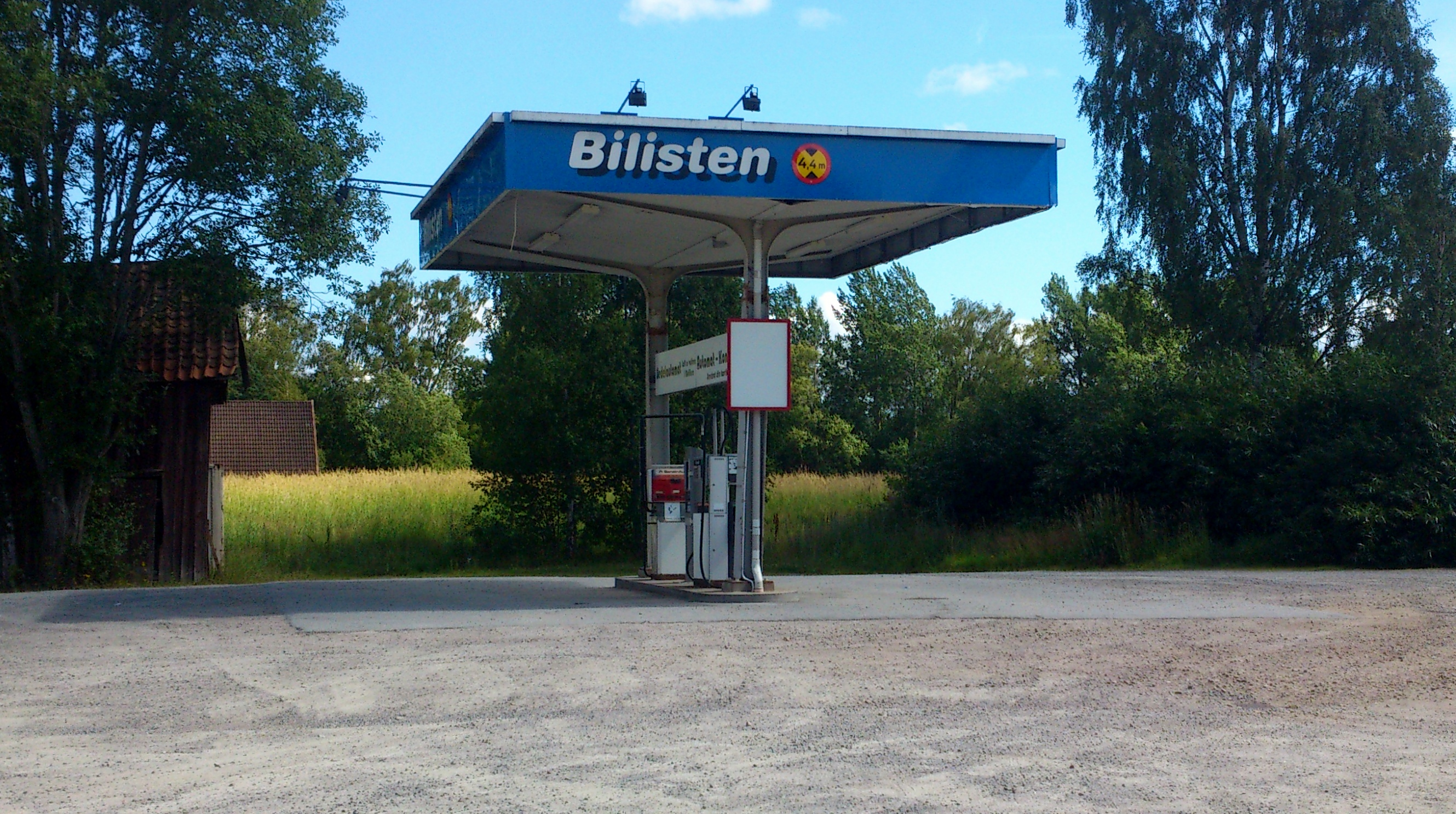
Bilisten Fjugesta